# Nyugat-Kasai tartomány
Nyugat-Kasai tartomány (Province du Kasai-Occidental) a Kongói Demokratikus Köztársaság tartománya. Tartományi fővárosa Kananga. Nyugaton a Bandundu tartomány, északon az Egyenlítői tartomány, keleten a Kelet-Kasai tartomány és délkeleten a Katanga tartomány határolja. Déli részén egy darabon Angolával is határos. Területe 154 742 km², lakóinak száma 3 337 000 (1998), népsűrűsége 21,56 fő/km². Nemzeti nyelve a csiluba. A tartomány északi részébe benyúlik a Salonga Nemzeti Park.

## Története
A tartomány 1966-ban jött létre Lulabourg tartomány, Unité-Kasaienne tartomány és Sankuru tartomány egy részének összeolvadásával.

## Fontosabb városai
- Kananga
- Tshikapa
- Ilebo

## Felosztás
A 2005-ös alkotmányt népszavazással 2006 februárjában fogadták el. Az alkotmány többszöri halasztás után 2015-ben lépett hatályba. Ennek értelmében a tartomány felosztása:
- Kasai tartomány (jelenleg tartományi körzet), Luebo tartományi fővárossal
- Lulua tartomány (jelenleg tartományi körzet), Kananga tartományi fővárossal